# Ascanio I Colonna
Ascanio I Colonna (Napoli, 1500 – Napoli, 24 marzo 1557) fu II duca di Paliano, duca di Urbino ma senza seguito, II marchese d'Atessa e di Manoppello e II duca di Tagliacozzo, e nel 1520 gli fu riconosciuta dell'imperatore Carlo V d'Asburgo la carica di Gran Contestabile del Regno di Napoli.
Inoltre ricopri anche la carica di Viceré dell’Abruzzo.

## Biografia

### Infanzia e ascesa
Ascanio Colonna nacque a Napoli nel 1500, figlio terzogenito del Duca Fabrizio I Colonna e di Agnese di Montefeltro. Alla morte del padre ne ereditò i titoli e riebbe le cariche da lui ricoperte, compresa quella di Gran Connestabile del Regno di Napoli.
Nel 1521 prese parte alla guerra d'Italia del 1521-1526 contro i francesi.
Alla morte del Pontefice Leone X il Sacro Collegio convocò i capi delle due fazioni romane, il principe Orsini e appunto don Ascanio. Egli dichiarò la sua obbedienza ai cardinali e ricevette nel gennaio del 1522 la carica di Maresciallo di Santa Romana Chiesa.
Nel periodo che intercorse fra l'elezione del papa Adriano VI ed il suo arrivo a Roma, Francesco Maria I Della Rovere recuperava il Ducato di Urbino, sottrattogli dal pontefice, benché egli tentasse di contrastarlo avanzando rivendicazioni sul ducato per eredità materna.
Fu presente all'incoronazione del pontefice il 31 agosto 1522, così come, l'anno dopo, a quella del nuovo papa Clemente VII.

### Matrimonio
Ascanio Colonna, come gli fu promesso dall’Imperatore Carlo V d'Asburgo, sposò nel 1521 la duchessa Giovanna d’Aragona, figlia del duca Ferdinando d’Aragona.

### Carriera militare
Nel 1524 assieme al cugino Vespasiano Colonna s’oppose all’invasione del Regno di Napoli da parte del duca d'Albany, finché questi, dopo aver avuto notizie della prigionia del sovrano di Francia a seguito della battaglia di Pavia, si ritirò in Provenza.
Il papa Clemente VII il 20 giugno 1525 conferì al Colonna il Ducato di Urbino, come discendente dei Montefeltro, nel caso però che fosse stato da considerare decaduto Francesco Maria I Della Rovere, il che non avvenne.
La politica papale diveniva intanto sempre più filo-francese, e Ascanio Colonna si univa ai familiari che dall'estate del 1525 si strinsero nell'opposizione al pontefice intorno al cardinale Pompeo Colonna. Quando questi capeggiò la spedizione che il 20 settembre 1526, in nome dell'autorità imperiale e in odio al papa, mise a sacco i palazzi vaticani, il duca Ascanio era con lui. Dopo che il papa trovò un accordo con l'ambasciatore imperiale, Ugo di Moncada, i Colonna e i loro sodali dovettero ritirarsi, ma il pontefice non mantenne la promessa di perdono. Così Ascanio fu compreso nella scomunica che il papa lanciò ai primi di novembre contro i Colonna. Partecipò quindi alla guerra che si scatenò nella Campagna romana con il Vitelli, incaricato dal papa di distruggere i loro possedimenti. Dopo alterne vicende, perse Gallicano e Zagarolo, ma riuscì a mantenere Paliano.
Nel frattempo le truppe imperiali del connestabile Carlo III di Borbone-Montpensier entravano a Roma; fra queste, i Lanzichenecchi comandati dal principe Ferrante I Gonzaga il 6 maggio 1527 misero a ferro e fuoco la città: è il famoso sacco di Roma. Durante il sacco Ascanio Colonna rientrò a Roma con 8.000 fanti ed ottenne a giugno la nomina a governatore di Velletri: in questa veste impose ai cittadini una taglia di 24.000 scudi a titolo di risarcimento per i danni arrecati dagli abitanti a Marino l'anno precedente nel corso degli scontri fra i suoi partigiani e le truppe papaline. Ne ottenne 7.000 subito e due ipoteche su terreni della città per i restanti, ma dopo due mesi fu sostituito dal marchese Giambattista Castaldo.
Nel 1528 i francesi guidati dal conte di Lautrec posero l'assedio a Napoli, mentre la flotta genovese guidata da Filippino Doria la bloccava sul mare. Il Colonna partecipò alla difesa, a supporto del viceré Ugo di Moncada. Durante gli scontri, fece parte del collegio giudicante di Fabrizio Maramaldo, che venne assolto. Poco dopo prese parte alla battaglia navale di Capo d'Orso, in cui gli assedianti distrussero la flotta napoletana e uccisero il viceré. Ferito, si arrese a Niccolò Lomellini e fu fatto prigioniero, insieme con i capi della difesa sopravvissuti. Durante la prigionia, il Colonna e il compagno di prIgionia don Alfonso d'Avalos, marchese del Vasto intrapresero colloqui col comandante della flotta genovese e uomo forte della repubblica, l'ammiraglio Andrea Doria, in seguito ai quali questi - già insofferente della difficile alleanza con la Francia - si risolse a passare al servizio dell'imperatore, il che comportò per la Francia la disfatta dell'esercito che assediava Napoli senza l'appoggio della flotta e la perdita di Genova, che le si ribellò subito.
L'anno successivo divenne governatore degli Abruzzi, dove si limitò a conquistare L'Aquila che si era ribellata.

### Contrasti con il Papato e morte
Questa mossa politica lo rese l'elemento di spicco dell'imperatore a Roma.
Politicamente assunse una posizione sempre più critica nei confronti nel nuovo papa, Paolo III Farnese, che arrivò addirittura allo scontro armato nel 1541: Il Colonna ebbe la peggio e dovette rifugiarsi nei suoi feudi d'Abruzzo, da cui potrà tornare a Roma, recuperando le sue terre nel Lazio, solo dopo l'elezione del papa Giulio III.
I buoni rapporti proseguirono sotto il brevissimo pontificato di Marcello II, ma con Paolo IV ricominciò il conflitto. Deterioratisi i rapporti col figlio Marcantonio, dopo averlo diseredato si rifugiò nuovamente in Abruzzo, dove il viceré di Napoli lo fece arrestare e tradurre a Castelnuovo. Qui, ancora in guerra col papa, morì il 24 marzo 1557, dopo aver revocato il testamento.

## Discendenza
Ascanio Colonna e la duchessa Giovanna d’Aragona ebbero i seguenti figli:
- Don Fabrizio Colonna, (1525–1551), sposò Ippolita Gonzaga; morì all’assedio di Parma a soli 26 anni.
- Don Prospero Colonna, morì prematuro.
- Donna Vittoria Colonna, sposò il 5 aprile del 1536, García Álvarez de Toledo y Osorio, quarto marchese di Villafranca del Bierzo.
- Don Marcantonio Colonna (26 febbraio 1535 – 1º agosto 1584), duca e principe di Paliano, nonché eroe della battaglia di Lepanto, e il 29 aprile 1552 sposò Felice Orsini figlia di Girolamo signore di Bracciano e di Francesca Sforza dei Conti di Santa Fiora.
- Donna Gerolama Colonna (??- 1598), e il 1º giugno 1559, sposò il duca Camillo I Pignatelli III Duca di Monteleone e Conte di Borrello.
- Donna Agnese Colonna (1538 – 26 aprile 1578, sposò il 26 luglio 1558 il duca Onorato IV Caetani V Duca di Sermoneta.

## Ascendenza
|                                               |                                               |                                               | Genitori                                             |  |  | Nonni |  |  | Bisnonni                                 |  |  | Trisnonni                               |  |
|                                               |                                               |                                               |                                                      |  |  |       |  |  | Lorenzo Onofrio Colonna, conte dei Marsi |  |  | Agapito V Colonna, signore di Genazzano |  |
|                                               |                                               |                                               |                                                      |  |  |       |  |  | Lorenzo Onofrio Colonna, conte dei Marsi |  |  | Agapito V Colonna, signore di Genazzano |  |
|                                               |                                               | Caterina Conti                                |                                                      |  |  |       |  |  | Lorenzo Onofrio Colonna, conte dei Marsi |  |  |                                         |  |
| Odoardo Colonna, duca dei Marsi               |                                               |                                               |                                                      |  |  |       |  |  | Lorenzo Onofrio Colonna, conte dei Marsi |  |  |                                         |  |
|                                               |                                               | Sveva Caetani, contessa d'Albe                | Giacomo III "Jacobello" Caetani                      |  |  |       |  |  |                                          |  |  |                                         |  |
|                                               |                                               | Sveva Caetani, contessa d'Albe                | Giacomo III "Jacobello" Caetani                      |  |  |       |  |  |                                          |  |  |                                         |  |
|                                               |                                               | Sveva Caetani, contessa d'Albe                | Rogasia d'Eboli                                      |  |  |       |  |  |                                          |  |  |                                         |  |
| Fabrizio I Colonna, I duca di Paliano         |                                               | Sveva Caetani, contessa d'Albe                |                                                      |  |  |       |  |  |                                          |  |  |                                         |  |
|                                               |                                               | Grato Conti, signore di Valmontone            | Ildebrandino Conti, signore di Valmontone            |  |  |       |  |  |                                          |  |  |                                         |  |
|                                               |                                               | Grato Conti, signore di Valmontone            | Ildebrandino Conti, signore di Valmontone            |  |  |       |  |  |                                          |  |  |                                         |  |
|                                               |                                               | Grato Conti, signore di Valmontone            | Caterina di Sangro                                   |  |  |       |  |  |                                          |  |  |                                         |  |
| Filippa Conti                                 |                                               | Grato Conti, signore di Valmontone            |                                                      |  |  |       |  |  |                                          |  |  |                                         |  |
|                                               |                                               | …                                             | …                                                    |  |  |       |  |  |                                          |  |  |                                         |  |
|                                               |                                               | …                                             | …                                                    |  |  |       |  |  |                                          |  |  |                                         |  |
|                                               |                                               | …                                             | …                                                    |  |  |       |  |  |                                          |  |  |                                         |  |
| Ascanio I Colonna, II duca di Paliano         |                                               | …                                             |                                                      |  |  |       |  |  |                                          |  |  |                                         |  |
|                                               | Guidantonio da Montefeltro, X conte di Urbino | Antonio II da Montefeltro, IX conte di Urbino |                                                      |  |  |       |  |  |                                          |  |  |                                         |  |
|                                               | Guidantonio da Montefeltro, X conte di Urbino | Antonio II da Montefeltro, IX conte di Urbino |                                                      |  |  |       |  |  |                                          |  |  |                                         |  |
|                                               | Guidantonio da Montefeltro, X conte di Urbino | Agnesina Castelli di Vico                     |                                                      |  |  |       |  |  |                                          |  |  |                                         |  |
| Federico III da Montefeltro, I duca di Urbino | Guidantonio da Montefeltro, X conte di Urbino |                                               |                                                      |  |  |       |  |  |                                          |  |  |                                         |  |
|                                               |                                               | Elisabetta degli Accomanducci                 | Guido Paolo degli Accomanducci                       |  |  |       |  |  |                                          |  |  |                                         |  |
|                                               |                                               | Elisabetta degli Accomanducci                 | Guido Paolo degli Accomanducci                       |  |  |       |  |  |                                          |  |  |                                         |  |
|                                               |                                               | Elisabetta degli Accomanducci                 | …                                                    |  |  |       |  |  |                                          |  |  |                                         |  |
| Agnese di Montefeltro                         |                                               | Elisabetta degli Accomanducci                 |                                                      |  |  |       |  |  |                                          |  |  |                                         |  |
|                                               |                                               | Alessandro Sforza, signore di Pesaro          | Giacomo "Muzio" Attendolo Sforza, conte di Cotignola |  |  |       |  |  |                                          |  |  |                                         |  |
|                                               |                                               | Alessandro Sforza, signore di Pesaro          | Giacomo "Muzio" Attendolo Sforza, conte di Cotignola |  |  |       |  |  |                                          |  |  |                                         |  |
|                                               |                                               | Alessandro Sforza, signore di Pesaro          | Lucia Terzani                                        |  |  |       |  |  |                                          |  |  |                                         |  |
| Battista Sforza                               |                                               | Alessandro Sforza, signore di Pesaro          |                                                      |  |  |       |  |  |                                          |  |  |                                         |  |
|                                               |                                               | Costanza da Varano                            | Piergentile da Varano, signore di Camerino           |  |  |       |  |  |                                          |  |  |                                         |  |
|                                               |                                               | Costanza da Varano                            | Piergentile da Varano, signore di Camerino           |  |  |       |  |  |                                          |  |  |                                         |  |
|                                               |                                               | Costanza da Varano                            | Elisabetta Malatesta                                 |  |  |       |  |  |                                          |  |  |                                         |  |
|                                               |                                               | Costanza da Varano                            |                                                      |  |  |       |  |  |                                          |  |  |                                         |  |